# ラジカルモンスター
『ラジカルモンスター』（RADICAL MONSTER）は、1995年4月から1998年3月まで、静岡放送（SBSラジオ）で制作・放送されたラジオ番組である。リスナーは「ラモー」と略した。

## 概要
月曜日から金曜日の22時から24時前までの生放送番組である。
曜日ごとに異なるラジオパーソナリティが出演。
プロ野球シーズンにはナイター中継の延長等により放送時間は数十分で終わることもあった。
また、ラジオを飛び出し、1996年11月から1997年3月まで、同局のテレビにて『ラジカルモンスターTV』を深夜枠で10分程度放送し、進行役に火曜日担当の小島嵩弘などが出演した。
後進番組は『らじおの王様』で、デンジャラスのみ引き続いて出演した。
2012年11月に、SBSラジオ開局60周年特番として、『ラジカルモンスター・レジェンド』が放送、かつてのパーソナリティが集結した。

## パーソナリティ
| 期間       | 期間       | 月曜日   | 火曜日   | 水曜日       | 木曜日   | 金曜日  |
| ---------- | ---------- | -------- | -------- | ------------ | -------- | ------- |
| 1995.04.03 | 1996.03.29 | Kimihiro | 小島嵩弘 | デンジャラス | みんしる | AK LIVE |
| 1996.04.01 | 1997.03.31 | 立川俊之 | 小島嵩弘 | デンジャラス | みんしる | AK LIVE |
| 1997.04.01 | 1997.10.03 | 杉原テツ | 小島嵩弘 | デンジャラス | 水野涼子 | AK LIVE |
| 1997.10.06 | 1998.03.31 | 杉原テツ | 國本良博 | デンジャラス | 水野涼子 | AK LIVE |

### 第1シリーズ（1995年4月 - 1996年3月）
- 月曜日 - Kimihiro（ONE NIGHT STANDS）
- 火曜日 - 小島嵩弘
- 水曜日 - デンジャラス
- 木曜日 - みんしる
- 金曜日 - AK LIVE（ARCHE&耕作）

### 第2シリーズ（1996年4月 - 1997年3月）
- 月曜日 - 立川俊之（大事MANブラザーズバンド）
- 火曜日 - 小島嵩弘
- 水曜日 - デンジャラス
- 木曜日 - みんしる
- 金曜日 - AK LIVE

### 第3シリーズ（1997年4月 - 1997年9月）
- 月曜日 - 杉原テツ
- 火曜日 - 小島嵩弘
- 水曜日 - デンジャラス
- 木曜日 - 水野涼子（SBSアナウンサー）
- 金曜日 - AK LIVE

### 第4シリーズ（1997年10月 - 1998年3月）
- 月曜日 - 杉原テツ
- 火曜日 - 國本良博（SBSアナウンサー）
- 水曜日 - デンジャラス
- 木曜日 - 水野涼子
- 金曜日 - AK LIVE

## 番組コーナー
テツ
- ダジャレん坊将軍

小島嵩弘
- 真夜中の浴場〜ミッドナイトバスルーム〜

デンジャラス
- ラモ天選手権
- 天才・秀才・ノッチで〜す
- イクラちゃんのコーナー
- 声優大市

AK LIVE
- バトル・ザ・AK
- ひろきくん
- ラジオでジェスチャー
- 夕焼けアタロー先生
- 全国リスナー選手権

## 番組内で制作された曲
- レッド仮面の唄
- ラップ徳ちゃん